# Dover (New York)
Dover város az USA New York államában, Dutchess megyében. Lakosainak száma 8415 fő (2020. április 1.).

## Népesség
A település népességének változása:

| 2010 | 8 699 |
| 2020 | 8 415 |